# Spiriverpa lunulata
Spiriverpa lunulata är en tvåvingeart som först beskrevs av Zetterstedt 1838.  Spiriverpa lunulata ingår i släktet Spiriverpa och familjen stilettflugor. Arten är reproducerande i Sverige. Inga underarter finns listade i Catalogue of Life.